# Hiperparatiroïdisme
L'hiperparatiroïdisme és la hiperactivitat de les glàndules paratiroides que resulta en una producció excessiva d'hormona paratiroidal (PTH). La secreció de PTH excessiva pot ser degut a problemes en les glàndules de si mateixes, en aquest cas es coneix com a hiperparatiroïdisme primari i que condueix a la hipercalcèmia (nivells elevats de calci). També pot ocórrer en resposta a la hipocalcèmia (nivells baixos de calci), tal com es troben en diverses situacions, com ara carència de vitamina D o la malaltia renal crònica, el que es coneix com a hiperparatiroïdisme secundari. En tots els casos, els nivells de PTH es plantegen són perjudicials per a l'os, i el tractament és sovint necessari. L'evidència recent suggereix que la deficiència/ insuficiència de vitamina D té un paper en el desenvolupament d'hiperparatiroïdisme.

## Classificació

### Hiperparatiroïdisme primari
En l'hiperparatiroïdisme primari els resultats d'una hiperfunció de les glàndules paratiroides per si mateixes. Hi ha una hipersecreció de PTH per adenoma, hiperplàsia o, en rares ocasions, el carcinoma de les glàndules paratiroides.

### Hiperparatiroïdisme secundari
En l'hiperparatiroïdisme secundari és la reacció de les glàndules paratiroides a una hipocalcèmia causada per una cosa diferent d'una malaltia paratiroidal, per exemple, la insuficiència renal crònica.

### Hiperparatiroïdisme terciari
L'hiperparatiroïdisme terciari resulta de la hiperplàsia de les glàndules paratiroides i una pèrdua de resposta als nivells sèrics de calci. Aquest trastorn és més freqüent en pacients amb insuficiència renal crònica.

## Símptomes i signes

### Hiperparatiroïdisme asimptomàtic
Molts pacients que presenten hiperparatiroïdisme no presenten signes ni símptomes, el diagnòstic que es va fa després d'una investigació d'una troballa casual d'hipercalcèmia. Però molts pacients informen que se senten millor després del tractament per l'hiperparatiroïdisme.

### Hiperparatiroïdisme simptomàtic
Dels pacients que es presenten amb símptomes, són comunament associats amb els efectes d'un major nivell de calci. Ja que el calci participa en la comunicació trans-sinàptica en el sistema nerviós, els nivells de calci en la sang tenen un efecte directe sobre el sistema nerviós. Així, la majoria dels símptomes de la malaltia de paratiroides són "neurològic", en origen. Manifestacions freqüents de l'hiperparatiroïdisme inclouen debilitat i fatiga, depressió, malestar i dolor, disminució de la gana, sensació de nàusees i vòmits, restrenyiment, poliúria, polidípsia, deteriorament cognitiu, càlculs renals, osteoporosi, i pruïja. L'extirpació quirúrgica d'un tumor de paratiroides n'eliminarà els símptomes en la majoria dels pacients.

### Osteoporosi
L'osteoporosi associada amb hiperparatiroïdisme és causada per l'hormona paratiroidal elevada secretada per la glàndula paratiroide hiperactiva. L'excés d'hormona paratiroidal (PTH), actua directament sobre els osteoclasts per eliminar el calci dels ossos. Així, el calci en la sang prové dels ossos. L'exèresi de la glàndula paratiroidal hiperfuncional restaurarà la densitat òssia normal al termini de diversos anys.

## Tractament
Existeix un bon nombre de pacients amb hipercalcèmia. Tot i que fa uns anys es va arribar a recomanar la intervenció quirúrgica en tots els casos, la tendència, actualment, és a esperar un temps per tal d'observar les possibles manifestacions. Només en el cas de cursar amb nefrolitiasi o nefrocalcinosi, signes d'osteïtis fibrosa quística o alteracions gastrointestinals greus, és recomanable el tractament quirúrgic. En aquest sentit, molts autors són partidaris de la paratiroidectomia en tots els pacients amb hiperparatiroïdisme primari simptomàtic, que constitueix avui en dia l'única teràpia curativa. Tanmateix, la seva morbiditat i falta de resultats satisfactoris en alguns casos, obliguen a individualitzar el tractament de cara a aquest diagnòstic. Els resultats quirúrgics solen ser més satisfactoris en cas d'adenoma únic que en casos de hiperplàsia glandular múltiple.